# Baralaba
Baralaba – miasto w Australii, w stanie Queensland.